# Vasilij Beresutskij
Vasilij Vladimirovitj Beresutskij (på russisk Василий Владимирович Березуцкий, født 20. juni 1982 i Moskva, Sovjetunionen) er en russisk fodboldspiller (forsvarer). Han spiller hos CSKA Moskva i den russiske liga, og er tvillingebror til en anden russisk fodboldspiller, Aleksej Beresutskij.
Beresutskij har spillet hele sin professionelle karriere i russisk fodbold, hvor han startede hos den lille Moskva-klub Torpedo-ZIL. Før 2002-sæsonen skiftede han til storklubben CSKA Moskva. Her har han siden da spillet flere hundrede kampe, og har blandt andet været med til at vinde hele fem russiske mesterskaber samt UEFA Cuppen i 2005.

## Landshold
Beresutskij har (pr. juni 2014) spillet 78 kampe og scoret fire mål for Ruslands landshold, som han debuterede for 7. juni 2003 i en EM-kvalifikationskamp mod Schweiz. Han var en del af den russiske trup der nåede semifinalerne ved EM i 2008, og deltog også ved VM i 2014.